# Ornidia whiteheadi
Ornidia whiteheadi är en tvåvingeart som beskrevs av Thompson 1991. Ornidia whiteheadi ingår i släktet Ornidia och familjen blomflugor. Inga underarter finns listade i Catalogue of Life.